# Coelogyne
Coelogyne Lindl., 1821 è un genere di piante della famiglia delle Orchidacee cui appartengono oltre 200 specie originarie in prevalenza dell'Asia e dell'Oceania.
Il nome deriva dalle parole greche "Kailos" con significato di cavo e "gyne" con significato di parte femminile (in questo caso il pistillo), quindi pistillo incavato.

## Descrizione
Il genere comprende piante di taglia molto variabile, da molto piccola a grande, generalmente epifite, dotate di pseudobulbi che possono essere addensati oppure distanziati lungo un rizoma e hanno normalmente 1 o 2 foglie plicate.

L'infiorescenza è costituita da racemi che si originano o dalla base di uno pseudobulbo maturo o dall'apice di uno nuovo e portano in genere molti fiori duraturi, profumati, cerosi.

## Tassonomia
Il genere Coelogyne comprende le seguenti specie:
- Coelogyne acutilabium de Vogel, 1992
- Coelogyne alboaurantia Elis.George & J.-C.George, 2010
- Coelogyne albobrunnea J.J.Sm., 1931
- Coelogyne albolutea Rolfe, 1908
- Coelogyne alvinlokii P.O'Byrne & J.J.Verm., 2006
- Coelogyne anceps Hook.f., 1890
- Coelogyne angustipetala X.J.Xiao, O.Gruss & L.J.Chen
- Coelogyne asperata Lindl., 1849
- Coelogyne assamica Linden & Rchb.f., 1857
- Coelogyne barbata Lindl. ex Griff., 1848
- Coelogyne beccarii Rchb.f., 1886
- Coelogyne benkii Cavestro
- Coelogyne bicamerata J.J.Sm., 1928
- Coelogyne bilamellata Lindl., 1854
- Coelogyne borneensis Rolfe, 1893
- Coelogyne brachygyne J.J.Sm., 1920
- Coelogyne brachyptera Rchb.f., 1881
- Coelogyne breviscapa Lindl., 1854
- Coelogyne brunnea Lindl.
- Coelogyne bruneiensis de Vogel, 1992
- Coelogyne buennemeyeri J.J.Sm., 1922
- Coelogyne calcarata J.J.Sm., 1928
- Coelogyne calcicola Kerr, 1933
- Coelogyne caloglossa Schltr., 1911
- Coelogyne candoonensis Ames, 1923
- Coelogyne carinata Rolfe, 1895
- Coelogyne celebensis J.J.Sm., 1917
- Coelogyne chanii Gravend. & de Vogel, 2002
- Coelogyne chlorophaea Schltr., 1911
- Coelogyne chloroptera Rchb.f., 1883
- Coelogyne chrysotropis Schltr., 1911
- Coelogyne clemensii Ames & C.Schweinf., 1920
- Coelogyne compressicaulis Ames & C.Schweinf., 1920
- Coelogyne concinna Ridl., 1912
- Coelogyne confusa Ames, 1915
- Coelogyne contractipetala J.J.Sm., 1932
- Coelogyne corymbosa Lindl., 1854
- Coelogyne crassiloba J.J.Sm., 1927
- Coelogyne craticulilabris Carr, 1935
- Coelogyne cristata Lindl., 1824
- Coelogyne cumingii Lindl., 1840
- Coelogyne cuprea H.Wendl. & Kraenzl., 1892
- Coelogyne dolichopodaAver. & K.S.Nguyen
- Coelogyne dulitensis Carr, 1935
- Coelogyne eberhardtii Gagnep., 1930
- Coelogyne ecarinata C.Schweinf., 1941
- Coelogyne echinolabium de Vogel, 1992
- Coelogyne elmeri Ames, 1912
- Coelogyne endertii J.J.Sm., 1931
- Coelogyne exalata Ridl., 1908
- Coelogyne filipeda Gagnep., 1950
- Coelogyne fimbriata Lindl., 1825
- Coelogyne flaccida Lindl., 1830
- Coelogyne flexuosa Rolfe, 1892
- Coelogyne floresensis Elis.George & J.-C.George, 2010
- Coelogyne foerstermannii Rchb.f., 1886
- Coelogyne fonstenebrarum P.O'Byrne, 2000
- Coelogyne formosa Schltr., 1912
- Coelogyne fragrans Schltr., 1911
- Coelogyne fuerstenbergiana Schltr., 1914
- Coelogyne fuscescens Lindl., 1830
- Coelogyne genuflexa Ames & C.Schweinf., 1920
- Coelogyne ghatakii T.K.Paul, S.K.Basu & M.C.Biswas, 1989 publ. 1990
- Coelogyne gibbifera J.J.Sm., 1912
- Coelogyne gongshanensis H.Li ex S.C.Chen, 1999
- Coelogyne griffithii Hook.f., 1888
- Coelogyne guamensis Ames, 1914
- Coelogyne hajrae Phukan, 1997
- Coelogyne harana J.J.Sm., 1927
- Coelogyne hirtella J.J.Sm., 1931
- Coelogyne hitendrae S.Das & S.K.Jain, 1978
- Coelogyne holochila P.F.Hunt & Summerh., 1966
- Coelogyne huettneriana Rchb.f., 1872
- Coelogyne imbricans J.J.Sm., 1920
- Coelogyne incrassata (Blume) Lindl., 1830
- Coelogyne integerrima Ames, 1910
- Coelogyne integra Schltr., 1911
- Coelogyne kaliana P.J.Cribb, 1982
- Coelogyne kelamensis J.J.Sm., 1910
- Coelogyne kemiriensis J.J.Sm., 1943
- Coelogyne kinabaluensis Ames & C.Schweinf., 1920
- Coelogyne lacinulosa J.J.Sm., 1933
- Coelogyne lactea Rchb.f., 1885
- Coelogyne latiloba de Vogel, 1992
- Coelogyne lawrenceana Rolfe, 1905
- Coelogyne lentiginosa Lindl., 1854
- Coelogyne leucantha W.W.Sm., 1921
- Coelogyne locii Aver., 2000
- Coelogyne loheri Rolfe, 1908
- Coelogyne longibulbosa Ames & C.Schweinf., 1920
- Coelogyne longifolia (Blume) Lindl., 1833
- Coelogyne longipes Lindl., 1854
- Coelogyne longirachis Ames, 1922
- Coelogyne longpasiaensis J.J.Wood & C.L.Chan, 1990
- Coelogyne lycastoides F.Muell. & Kraenzl., 1895
- Coelogyne macdonaldii F.Muell. & Kraenzl., 1894
- Coelogyne magnifica Y.H.Tan, S.S.Zhou & B.Yang
- Coelogyne malintangensis J.J.Sm., 1922
- Coelogyne malipoensis Z.H.Tsi, 1995
- Coelogyne marmorata Rchb.f., 1877
- Coelogyne marthae S.E.C.Sierra, 2000
- Coelogyne mayeriana Rchb.f., 1877
- Coelogyne merrillii Ames, 1911
- Coelogyne micrantha Lindl., 1855
- Coelogyne miniata (Blume) Lindl., 1833
- Coelogyne monilirachis Carr, 1935
- Coelogyne monticola J.J.Sm., 1933
- Coelogyne mooreana Rolfe, 1907
- Coelogyne mossiae Rolfe, 1894
- Coelogyne motleyi Rolfe ex J.J.Wood, 1998
- Coelogyne moultonii J.J.Sm., 1912
- Coelogyne multiflora Schltr., 1911
- Coelogyne muluensis J.J.Wood, 1984
- Coelogyne naja J.J.Sm., 1931
- Coelogyne nervosa A.Rich., 1841
- Coelogyne nitida (Wall. ex D.Don) Lindl., 1824
- Coelogyne obtusifolia Carr, 1935
- Coelogyne occultata Hook.f., 1890
- Coelogyne odoardi Schltr., 1921
- Coelogyne odoratissima Lindl., 1830
- Coelogyne ovalis Lindl., 1838
- Coelogyne pachystachya Elis.George & J.-C.George, 2011
- Coelogyne palawanensis Ames, 1915
- Coelogyne pandurata Lindl., 1853
- Coelogyne pantlingii Lucksom, 2005
- Coelogyne papillosa Ridl., 1894
- Coelogyne parishii Hook.f., 1862
- Coelogyne peltastes Rchb.f., 1880
- Coelogyne pempahisheyana H.J.Chowdhery, 2004
- Coelogyne pendula Summerh. ex D.A.Clayton & J.J.Wood, 2010
- Coelogyne pholidotoides J.J.Sm., 1903
- Coelogyne phuhinrongklaensis Ngerns. & Tippayasri
- Coelogyne pianmaensis R.Li & Z.L.Dao
- Coelogyne picta Schltr., 1922
- Coelogyne planiscapa Carr, 1935
- Coelogyne plicatissima Ames & C.Schweinf., 1920
- Coelogyne prasina Ridl., 1896
- Coelogyne prolifera Lindl., 1830
- Coelogyne pseudoviscosa Elis.George, J.-C.George & Rakthai
- Coelogyne pulchella Rolfe, 1898
- Coelogyne pulverula Teijsm. & Binn., 1862
- Coelogyne punctulata Lindl., 1824
- Coelogyne putaoensis X.H.Jin, L.A.Ye & Schuit.
- Coelogyne quadratiloba Gagnep., 1950
- Coelogyne quinquelamellata Ames, 1920
- Coelogyne radicosa Ridl., 1915
- Coelogyne radioferens Ames & C.Schweinf., 1920
- Coelogyne raizadae S.K.Jain & S.Das, 1978
- Coelogyne remediosae Ames & Quisumb., 1932
- Coelogyne renae Gravend. & de Vogel, 2002
- Coelogyne rhabdobulbon Schltr., 1921
- Coelogyne rigida C.S.P.Parish & Rchb.f., 1874
- Coelogyne rigidiformis Ames & C.Schweinf., 1920
- Coelogyne rochussenii de Vriese, 1854
- Coelogyne rubrolanata Elis.George & J.-C.George, 2008
- Coelogyne ruidianensis Ormerod, 2011
- Coelogyne rumphii Lindl., 1854
- Coelogyne rupicola Carr, 1935
- Coelogyne salmonicolor Rchb.f., 1883
- Coelogyne salvaneraniana W.Suarez, 2011
- Coelogyne sanderae Kraenzl. ex O'Brien, 1893
- Coelogyne sanderiana Rchb.f., 1887
- Coelogyne sarasinorum Kraenzl., 1907
- Coelogyne schilleriana Rchb.f. & K.Koch, 1858
- Coelogyne schultesii S.K.Jain & S.Das, 1978
- Coelogyne schwadtkii Danell
- Coelogyne septemcostata J.J.Sm., 1903
- Coelogyne sparsa Rchb.f., 1883
- Coelogyne speciosa (Blume) Lindl., 1833
- Coelogyne squamulosa J.J.Sm.
- Coelogyne steenisii J.J.Sm.
- Coelogyne stenobulbum Schltr., 1911
- Coelogyne stenochila Hook.f., 1890
- Coelogyne stipitibulbum Holttum, 1947
- Coelogyne stricta (D.Don) Schltr., 1919
- Coelogyne suaveolens (Lindl.) Hook.f., 1890
- Coelogyne sudora Schuit. & de Vogel, 2006
- Coelogyne sulcata Elis.George & J.-C.George, 2008
- Coelogyne superba R.Rice
- Coelogyne susanae P.J.Cribb & B.A.Lewis, 1991
- Coelogyne swaniana Rolfe, 1894
- Coelogyne taronensis Hand.-Mazz., 1922
- Coelogyne tenasserimensis Seidenf., 1975
- Coelogyne tenompokensis Carr, 1935
- Coelogyne tenuis Rolfe, 1893
- Coelogyne testacea Lindl., 1842
- Coelogyne tiomanensis M.R.Hend., 1930
- Coelogyne tomentosa Lindl., 1854
- Coelogyne tommyi Gravend. & P.O'Byrne, 1999
- Coelogyne trilobulata J.J.Sm., 1928
- Coelogyne trinervis Lindl., 1830
- Coelogyne triplicatula Rchb.f., 1864
- Coelogyne triuncialis P.O'Byrne & J.J.Verm., 2002
- Coelogyne tumida J.J.Sm., 1905
- Coelogyne undatialata J.J.Sm., 1928
- Coelogyne usitana Roeth & O.Gruss, 2001
- Coelogyne ustulata C.S.P.Parish & Rchb.f., 1874
- Coelogyne vanoverberghii Ames, 1915
- Coelogyne veitchii Rolfe, 1895
- Coelogyne velutina de Vogel, 1992
- Coelogyne ventrinigra de Vogel, Suksathan & Boonnuang
- Coelogyne venusta Rolfe, 1904
- Coelogyne vermicularis J.J.Sm., 1906
- Coelogyne verrucosa S.E.C.Sierra, 2000
- Coelogyne victoria-reginae Q.Liu & S.S.Zhou
- Coelogyne viscosa Rchb.f., 1856
- Coelogyne wlodarczykiana Roeth
- Coelogyne xyrekes Ridl., 1915
- Coelogyne yiii Schuit. & de Vogel, 2003
- Coelogyne zahlbrucknerae Kraenzl., 1921
- Coelogyne zhenkangensis S.C.Chen & K.Y.Lang, 1983
- Coelogyne zurowetzii Carr, 1934

## Distribuzione e habitat
Coelogyne è un genere originario dell'Asia fino all'Oceania, dall'India all'Indonesia, fino alle Isole Figi.

## Coltivazione
Le specie appartenenti a questo genere possono essere conservate in cesti appesi, contenitori in teak o vasi, che permettano di estendere le radici in aria. Crescono meglio nei composti ben drenati. Le specie originarie di climi caldi come C. pandurata e C. speciosa non necessitano di riposo, mentre le specie originarie di climi più freddi hanno bisogno di un periodo di riposo a secco in inverno.